# Népi kommunák
A népi kommunák a Kínai Népköztársaságban a Nagy Ugrás évei alatt a termelőszövetkezetek helyén létrehozott közigazgatási, gazdasági és társadalmi egységek voltak.

## Története
A Kínai Kommunista Párt 1958. augusztus 13-30. között Pei Tai Ho-ban (Beidaihe) megtartott konferenciáján a párt vezetése határozatot hozott a népi kommunák felállításáról vidéken. A kommunák kialakítása rendkívüli ütemben zajlott, 1958 novemberére már mintegy 27000 kommuna működött az egész ország területén. Azonban a kommunák eredeti formájukban nem voltak hosszú életűek, 1958 decemberében szűkítették hatáskörüket, majd a 80-as évek közepén fokozatosan megszűntek.

## Felépítése
Egy népi kommuna átlagosan 4614 családot tömörített magában és három szinten szerveződött:
- Az első, legmagasabb szint maga a kommuna (gongshi) volt. A kommuna tulajdonában voltak a legnagyobb gépek, üzemek és vízgazdálkodási létesítmények, feladata pedig az termelés általános tervezése és szervezése volt.
- A második, középső szint a termelési brigád (shengchan dadui) volt. A termelési brigád mérete nagyjából megegyezett a korábbi szocialista típusú termelőszövetkezetekkel, ami nagyjából 100-120 gazdaságot jelentett. Tulajdonában a kisebb gépek, üzemek, vízgazdálkodási létesítmények voltak, feladatuk a kommuna szervezetének legalsó szintjét jelentő termelőcsapat munkájának koordinálása volt.
- A termelőcsapat volt a kommuna legalsó szerveződési szintje, nagyjából 30-40 gazdaságot tömörített magában. Tulajdonában a munkák elvégzéséhez szükséges szerszámok és igásállatok voltak, feladatuk pedig a termelés és a különböző munkák tényleges elvégzése volt.[3]

## Működése
A népi kommuna működése voltaképpen a hadi kommunák működési elvein alapult. A kommunák hatáskörébe tartozott a mezőgazdasági munka és a helyi fejlesztések megtervezése és kivitelezése, illetve  a népi milícia megszervezése is. Ezenfelül átalakították a vidék termelési és társadalmi viszonyait. A mezőgazdasági munkáknál bevezették az olyan, iparra jellemző szervezési módszereket, mint a váltott műszakok. A kialakításuknak fontos mozzanata volt a társadalmasítás, minek keretében a korábban magántulajdonban maradt háztáji parcellák és termelőeszközök közösségi tulajdonba kerültek. A termelés megtervezésén túl a népi kommuna feladata volt az élet tulajdonképpen minden területének (így a közlekedés, különböző kommunális szolgáltatások, oktatás, egészségügyi ellátás és kultúra) megszervezése is.
A vidék szocialista átalakítása jegyében bevezettek több, addig vidéken nem jellemző ingyenes szolgáltatást, mint például az ingyenes orvosi ellátást, általános iskolai oktatást. Emellett az egyenlősdi elosztást erőltetve kialakítottak közösségi konyhákat és étkezdéket, ahol ingyenes étkeztetésben részesítették a kommuna minden tagját.